# United States Strategic Bombing Survey

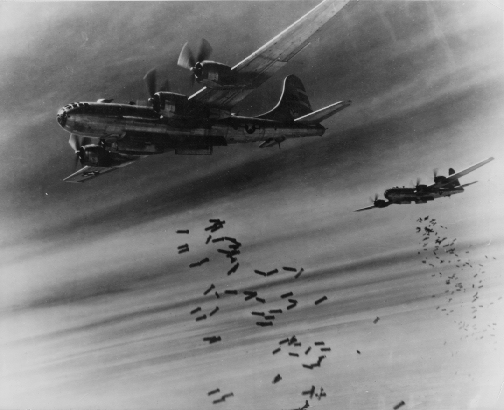
B-29 über Tokio

Die United States Strategic Bombing Survey (USSBS; deutsch „Bestandsaufnahme strategischer Bombardierungen der Vereinigten Staaten“) war eine Kommission in den Vereinigten Staaten, die eine Reihe gleichnamiger Untersuchungen zur Effektivität der alliierten, insbesondere der US-amerikanischen, Luftangriffe im Zweiten Weltkrieg gegen die Achsenmächte in Europa und Asien durchführte. Andere Themenbereiche waren die medizinische Versorgung von Verwundeten, Spionage und Gegenspionage, sowie Kriegsproduktion und Verteilung.

## Hintergrund
Auf Anregung von Präsident Franklin D. Roosevelt gab im November 1944 Kriegsminister (Secretary of War) Stimson den Auftrag zur Bildung der Kommission. Ziel war es, die Auswirkungen des Luftkriegs im Zweiten Weltkrieg zu studieren, eine Basis zur Bewertung der Wichtigkeit und des Potentials von Schlagkraft in der Luft als Instrument militärischer Strategie zu schaffen, und die zukünftige Entwicklung der Streitkräfte zu planen. Die USSBS wurde anfangs nur für Europa durchgeführt; auf Befehl von Präsident Harry S. Truman wurde nach der Kapitulation Japans im August 1945 die Untersuchung des pazifischen Kriegsschauplatzes hinzugefügt.
Unter der Leitung von Franklin D’Olier, Vorsitzender einer Versicherungsgesellschaft, beschäftigte die Kommission über 1000 Experten aus dem militärischen und dem privaten Bereich. Die Untersuchung in Japan wurde von September bis Dezember 1945 durchgeführt, und eine große Anzahl an Berichten wurde bis Juni 1946 eingereicht. Dieses Material und die abschließenden Berichte bildeten zusammen die offiziellen Aufzeichnungen des USSBS.

## Inhalt
Die zusammenfassenden Berichte sind auf den europäischen und pazifischen Kriegsschauplatz aufgeteilt, wobei die Atombombenabwürfe auf Hiroshima und Nagasaki Thema einer speziellen Untersuchung waren. Die US Strategic Bombing Surveys beschränkten sich nicht nur auf Luftangriffe durch B-29-Bomber auf Städte und Industriegebiete, sondern deckten auch Minenlegung, Angriffe durch trägergestützte Einheiten, Struktur von Industriebereichen und Luftschutzmaßnahmen, sowie Befragungen von japanischem Militärpersonal und offiziellen Vertretern ab.

## Ergebnisse
Die Zusammenfassungen der Berichte kamen im Allgemeinen zu einem positiven Ergebnis bezüglich des Nutzens der alliierten strategischen Bombardierungen, die Ergebnisse waren allerdings uneinheitlich in Bezug auf einige spezifische Bereiche der Kriegswirtschaft der Achsenmächte. So dokumentierte der Bericht über Europa beispielsweise eine steigende deutsche Kriegsproduktion für einige Materialkategorien, trotz beträchtlicher alliierter Bombardements. Die Steigerung der Produktion im Jahre 1944 – beispielsweise an Kampfflugzeugen – war nur durch außergewöhnliche Anstrengungen von Seiten der Deutschen möglich. Diese Steigerungen wären ohne die Bombardierungen sogar noch stärker ausgefallen. Spätere Nachforschungen zeigten jedoch, dass die deutschen Unterlagen zur Produktion aus der Kriegszeit oft durch die Hersteller nach oben korrigiert wurden, um ein politisches Nachspiel zu vermeiden.
Ein weiteres Beispiel ist die zu hohe Zahl an produzierten deutschen Kampfflugzeugen, da die in den letzten Kriegstagen vorgenommenen Umbauten der Messerschmitt Bf 109 für die Jahre 1944–1945 auch als neue Produktion eingestuft wurden. Diese Information war noch nicht bekannt, als die Untersuchung fertiggestellt wurde. Alles in allem ist der Strategic Bombing Survey aber eine sehr gute Informationsquelle.
Der bekannte Ökonom John Kenneth Galbraith war eines der führenden Untersuchungsmitglieder.
Insgesamt gab es drei große Untersuchungen:
- Strategic Bombing Survey (Europe)
- Strategic Bombing Survey (Pacific)
- Strategic Bombing Survey (Atomic attacks)